# Klaus Köste
Klaus Köste (Francoforte sull'Oder, 27 febbraio 1943 – Lipsia, 14 dicembre 2012) è stato un ginnasta tedesco.

## Palmarès

### Olimpiadi
- 4 medaglie:
  - 1 oro (Monaco di Baviera 1972 nel volteggio)
  - 3 bronzi (Tokyo 1964 nel concorso a squadre; Città del Messico 1968 nel concorso a squadre; Monaco di Baviera 1972 nel concorso a squadre)

### Mondiali
- 2 medaglie:
  - 2 bronzi (Lubiana 1970 nella barra orizzontale; Lubiana 1970 nel concorso a squadre)